# Гурін Юрій Йосипович
Ю́рій Йо́сипович Гу́рін (нар. 7 травня 1966, Березно) — український радянський весляр-каноїст, виступав за збірну СРСР в середині 1980-х — початку 1990-х років. Семиразовий чемпіон світу, шестиразовий чемпіон Радянського Союзу, переможець багатьох регат республіканського та всесоюзного значення. На змаганнях представляв спортивні товариства Профспілок та СКА, заслужений майстер спорту СРСР (1988).

## Життєпис
Народився 7 травня 1966 року в місті Березне Рівненської області Української РСР. Протягом 1973—1983 років навчався у місцевій школі-гімназії № 1, потім у 1983—1989 роках — у Рівненському державному педагогічному інституті. Активно займатися веслуванням почав у ранньому дитинстві, тренувався під керівництвом таких фахівців як В. Шевченко та П. Романкевич. Перебував у спортивних товариствах Профспілок та в СКА.
Вперше заявив про себе 1986 року, ставши чемпіоном Радянського Союзу разом із партнером Валерієм Вешком у заліку двомісних каное на дистанції 1000 метрів. Першого серйозного успіху на дорослому міжнародному рівні досяг у сезоні 1987 року, коли потрапив до основного складу радянської національної збірної і завдяки низці вдалих виступів здобув право захищати честь країни на чемпіонаті світу в німецькому Дуйсбурзі, де, зрештою, виборов перемогу в двійках на 1000 м і здобув срібло у двійках на 500 м. Розглядався як основний кандидат на участь у літніх Олімпійських іграх 1988 року в Сеулі, проте зрештою на Іграх виступав екіпаж Віктора Ренейського та Миколи Журавського, а Гурін був присутнім лише як запасний весляр.
1989 року Юрій Гурін побував на світовій першості в болгарському Пловдиві, де піднімався на п'єдестал пошани тричі: виграв золоті медалі у четвірках на 500 та 1000 м, а також бронзову медаль у двійках на 1000 м. Через рік на аналогічних змаганнях у польській Познані точно повторив минулорічний результат, додав у послужний список ще бронзу і два золота. Наступного сезону на чемпіонаті світу в Парижі знову здобув перемогу у програмі чотиримісних каное на дистанціях 500 та 1000 м. Незабаром після закінчення цих змагань ухвалив рішення завершити спортивну кар'єру. За визначні спортивні досягнення відзначений почесним званням «Заслужений майстер спорту СРСР».